# Parlez-vous français ?
Chansons représentant le Luxembourg au Concours Eurovision de la chanson
Frère Jacques
(1977) J'ai déjà vu ça dans tes yeux
(1979)
Parlez-vous français ? est une chanson interprétée par le groupe de disco espagnol Baccara et composée et dirigée par Rolf Soja pour représenter le Luxembourg au Concours Eurovision de la chanson 1978 qui se déroulait à Paris, en France. La chanson a été composée et produite par les Allemands Rolf Soja et Frank Dostal, avec Peter Zentner (aussi les paroles), la même équipe qui avait écrit le tube du duo Yes Sir, I Can Boogie et les suivants Sorry, I'm A Lady et Darling.
Elle est intégralement interprétée en français, une des langues officielles du Grand-duché de Luxembourg, comme l'impose la règle entre 1976 et 1999. Cependant, écrite par des Allemands et chantée par deux Espagnoles n’ayant aucune notion de français, la chanson est chantée avec un tel accent que ses paroles sont à peu près incompréhensibles. 
Il s'agit de la dix-septième chanson interprétée lors de la soirée, après Mabel (da) qui représentait le Danemark avec la chanson Boom Boom et avant Izhar Cohen et Alphabeta qui représentaient Israël avec la chanson gagnante A-Ba-Ni-Bi. À l'issue du vote, elle a obtenu 73 points, se classant 7e sur 20 chansons,.
C'est une chanson disco rythmée, avec les chanteuses qui décrivent l'importance de parler français - décrit comme « la langue d'amour et de l'été ». Une d'elles au moins, a récemment été en vacances et voulait une connaissance pratique de cette langue afin d'avoir une romance de vacances. Baccara a également enregistré la chanson en anglais sous le même titre.

## Classements
Malgré son succès modéré au concours il s'est avéré être l'une des chansons de l'Eurovision 1978 les plus vendues de l'année, atteignant no  7 en Flandre (Belgique), no  8 en Suède, no  18 en Autriche, no  21 en Allemagne de l'Ouest et no  30 aux Pays-Bas. Cependant, lorsque le duo sort leur premier album de « grands succès » à la fin de 1978, The Hits of Baccara, la chanson a été étonnamment omise. Malgré cela, Parlez-vous français ? est devenu un favori parmi les fans du concours, la chanson étant récemment interprétée lors d'un pot-pourri de Dana International lors de l'émission spéciale Congratulations : 50 ans du Concours Eurovision de la chanson à la fin de 2005.
| Classement (1978)                      | Meilleure position |
| -------------------------------------- | ------------------ |
| Allemagne (Media Control AG)           | 21                 |
| Autriche (Ö3 Austria Top 40)           | 18                 |
| Belgique (Flandre Ultratop 50 Singles) | 7                  |
| France (IFOP)                          | 37                 |
| Pays-Bas (Nederlandse Top 40)          | 44                 |
| Pays-Bas (Single Top 100)              | 30                 |
| Suède (Sverigetopplistan)              | 8                  |